# No One Lives Forever
No One Lives Forever (NOLF) est un jeu vidéo de tir à la première personne développé par Monolith Productions sorti en 2000 sur PC. Dans des décors très années 1960, le jeu parodie les aventures de James Bond, le joueur incarnant une agent des services secrets britanniques. Le jeu connaît une suite en 2002 : No One Lives Forever 2 : Le CRIME est éternel.
Les tentatives de re-masterisation du jeu sont bloquées par le statut compliqué des droits d'auteurs le concernant, les sociétés concernées ayant elles-mêmes reconnu ignorer laquelle d'entre elles les possède, tout en bloquant les tentatives de Nightdive Studios. Cette situation a amené des fans du jeu et de sa suite à mettre en ligne des versions remastérisées en libre accès, afin de forcer une clarification de la situation juridique tout en permettant l'accès aux joueurs nostalgiques,,.

## Scénario
Le joueur incarne l'agent Cate Archer (en), une cambrioleuse repentie qui appartient désormais à l'U.N.I.O.N, une cellule top secrète des services secrets britanniques. Sa mission sera de rétablir la paix en éliminant tous les agents de la C.R.I.M.E, une organisation de criminels sans merci.
C'est derrière ce scénario simple qu'évolue le joueur, mêlant humour, kitsch et autres surprises scénaristiques.

### Personnages
- Agents de l'union :
  - Cate Archer
  - Bruno Lawrie
  - Tom Goodman
  - Mr.Jones
  - Mr.Smith
- Agents du C.R.I.M.E :
  - Dimitri Volkov
  - Inge Wagner
  - Sergent Magnus Armstrong
  - Felicity Dumas (Damascus Valentine)

## Système de jeu
Pour arriver à ses fins, Cate dispose de nombreux gadgets comme des pantoufles (pour être plus silencieuse lors de ses déplacements), du rouge à lèvre explosif, de mascara à gaz, une broche crocheteuse de serrure et d'autres objets.

## Technologie
NOLF est basé sur un moteur de jeu créé par Monolith Productions, le LithTech Engine (depuis rendu public[réf. nécessaire]).

## Réception critique
- « No One Lives Forever n'innove pas dans son domaine mais l'on peut dire qu'il le réinvente » [4]
- « Son ambiance est tellement bien foutue qu'on y joue comme on regarde un vieux James Bond » [4]
- « L'absence de localisation des dégâts » [4]
- « La modélisation des personnages est particulièrement soignée » [4]

## Publicité
La publicité du jeu a été portée par le slogan : « Ceux qui tomberont sur elle ne s'en relèveront pas », l'affiche représentait Cate Archer, l'héroïne du jeu, pistolet à la main, en posture de James Bond.